# Clairac
 Clairac  es una población y comuna francesa, en la región de Aquitania, departamento de Lot y Garona, en el distrito de Marmande y cantón de Tonneins.

## Demografía
| 2545 | 2552 | 2332 | 2393 | 2338 | 2385 |
| Para los censos de 1962 a 1999 la población legal corresponde a la población sin duplicidades (Fuente: INSEE [Consultar]) |      |      |      |      |      |